# Alice Elliott
Alice Elliott (* 20. Jahrhundert) ist eine US-amerikanische Regisseurin und Filmproduzentin im Bereich des Dokumentarfilms.
Vor ihrer Laufbahn als Regisseurin und Produzentin sowie gelegentliche Drehbuchautorin war Elliott für mehr als zwei Jahrzehnte als Schauspielerin tätig und trat vor allem in der Werbung in Erscheinung. Ferner arbeitete sie für Radiowerbung im Voiceover-Bereich. Außerdem ist sie als adjunct professor an der School of Professional Studies der New York University tätig. 1991 gründete sie mit Welcome Change Productions ihre eigene Produktionsfirma. Ab 1997 arbeitete sie an The Collector of Bedford Street, ihrem Regiedebüt, das 2002 veröffentlicht wurde. Bei der Oscarverleihung 2003 erhielt Elliott hierfür eine Oscar-Nominierung in der Kategorie Bester Dokumentar-Kurzfilm. Ferner erhielt die Produktion verschiedene Auszeichnungen bei diversen Filmfestivals. Verschiedene Verbände der US-amerikanischen Behindertenbewegung lobten Elliotts Film. 2012 erhielt Elliott ein Guggenheim-Stipendium.
Elliott ist Mitglied der New York University’s Tisch School of the Arts, der SAG-AFTRA und der New York Women in Film and Television.
Die Hauptthemen ihrer Arbeit sind Wohnungswesen und der gesellschaftliche Umgang mit Behinderung.

## Filmografie (Auswahl)
- 2002: The Collector of Bedford Street
- 2007: Body & Soul: Diana & Kathy (auch Kamera)
- 2017: Miracle on 42nd Street